# Cephalotes curvistriatus
Espèce
Cephalotes curvistriatus est une espèce de fourmis arboricoles de la sous-famille des Myrmicinae,.

## Distribution
Cette espèce se rencontre en Amérique centrale, entre le Costa Rica et l'État mexicain du Tabasco. Son élevage est attesté aux Pays-Bas, où elle a été importée.[réf. nécessaire]

## Description
Comme les autres espèces du genre Cephalotes, ces fourmis sont caractérisées par l'existence de soldats dotés d'une tête surdimensionnée et plate ainsi que des pattes plus plates et plus larges que leurs cousines terrestres.

## Systématique
L'espèce Cephalotes curvistriatus a été décrite pour la première fois en 1899 l'entomologiste suisse Auguste Forel sous le protonyme Cryptocerus curvistriatus.
En 1999, l'entomologiste brésilienne Maria Lourdes de Andrade (d) et l'entomologiste italien Cesare Baroni Urbani (d) la reclassent dans le genre Cephalotes.